# Five Points (condado de Kern)
Five Points es un área no incorporada ubicada en el condado de Kern en el estado estadounidense de California.

## Geografía
Five Points se encuentra ubicada en las coordenadas 35°3′5″N 118°30′45″O / 35.05139, -118.51250.